# Национальный оркестр Бельгии
Национальный оркестр Бельгии (фр. Orchestre national de Belgique; нидерл. Nationaal Orkest van België) — бельгийский симфонический оркестр, базирующийся в Брюсселе.
Учреждён в 1937 г. на основе Брюссельского симфонического оркестра под руководством Дезире Дефо, ставшего и первым руководителем нового коллектива.
Подъём оркестра в значительной мере связан с работой крупнейшего бельгийского дирижёра Андре Клюитанса в начале 1960-х гг.
2000-е годы также ознаменовались рядом значительных событий в истории оркестра — в частности, премьерной записью «Книги видений» Эйноюхани Раутаваары (2005) и сопровождением парижского концерта Роландо Вильясона и Анны Нетребко (март 2007).
Кроме того, оркестр является постоянным сопровождающим коллективом финалов Конкурса имени королевы Елизаветы.

## Музыкальные руководители
- Андре Клюитанс (1958—1967)
- Михаэль Гилен (1969—1971)
- Андре Вандернот (1974—1975)
- Жорж Октор (1975—1983)
- Менди Родан (1983—1989)
- Рональд Зольман (1989—1993)
- Юрий Симонов (1994—2002)
- Микко Франк (2002—2007)
- Вальтер Веллер (2007—2012)
- Андрей Борейко (2012—2017)
- Хью Вулф (2017—)